# Лі Йон (футболіст, 1986)
Лі Йон (кор. 이용, нар. 24 грудня 1986) — південнокорейський футболіст, захисник клубу «Чонбук Хьонде Моторс» та національної збірної Південної Кореї.

## Клубна кар'єра
Розпочав грати у футбол в команді Університету Чунан.

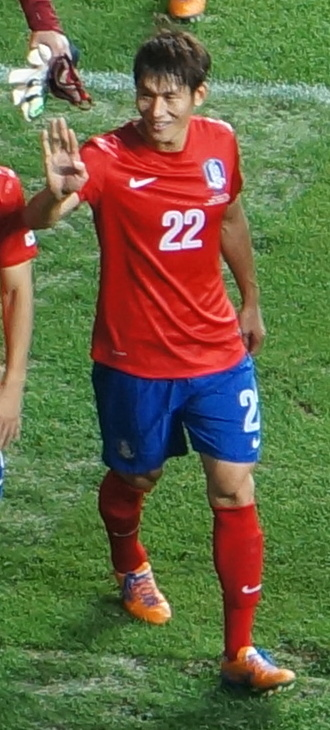
Лі Йон у 2013 році.

2010 року став гравцем команди «Ульсан Хьонде». 2012 року з командою виграв Лігу чемпіонів АФК, відігравши всі 90 хвилин у фінальному матчі проти саудівського «Аль-Аглі» (3:0), крім того двічі ставав віце-чемпіоном Кореї (2011 і 2013), а також вигравав Кубок Ліги у 2011 році. Всього встиг відіграти за команду з Ульсана 127 матчів в національному чемпіонаті. У 2015–2016 роках також на правах оренди грав за «Санджу Санму».
На початку 2017 року перейшов у «Чонбук Хьонде Моторс», з яким у тому ж сезоні виграв чемпіонат Кореї. 

## Виступи за збірну
24 липня 2013 року дебютував в офіційних матчах у складі національної збірної Південної Кореї в грі Кубка Східної Азії проти збірної Китаю, відігравши увесь матч (0:0). В підсумку Лі Йон з командою став бронзовим призером турніру.
Наступного року був включений у заявку збірної на чемпіонат світу 2014 року в Бразилії. На турнірі був основним гравцем, зігравши у всіх трьох матчах, але його команда не вийшла в плей-оф. Так само основним Лі був і на наступному чемпіонаті світу 2018 року у Росії, де теж його команда не подолала груповий етап.
Наразі провів у формі головної команди країни 30 матчів.

## Досягнення
- Чемпіон Південної Кореї: 2017
- Володар Кубка корейської ліги: 2012
- Володар Ліги чемпіонів АФК: 2012

| Дата       | Місто           | Господарі         | Результат | Гості                | Турнір             | Голи | Примітки |
| ---------- | --------------- | ----------------- | --------- | -------------------- | ------------------ | ---- | -------- |
| 24-7-2013  | Hwaseong        | Південна Корея    | 0 – 0     | КНР                  | товариський матч   | -    |          |
| 14-8-2013  | Сувон           | Південна Корея    | 0 – 0     | Перу                 | товариський матч   | -    |          |
| 6-9-2013   | Інчхон          | Південна Корея    | 0 – 0     | Гаїті                | товариський матч   | -    | 46'      |
| 10-9-2013  | Чонджу          | Південна Корея    | 1 – 2     | Хорватія             | товариський матч   | -    |          |
| 12-10-2013 | Сеул            | Південна Корея    | 0 – 2     | Бразилія             | товариський матч   | -    |          |
| 15-10-2013 | Чхонан          | Південна Корея    | 3 – 1     | Малі                 | товариський матч   | -    |          |
| 15-11-2013 | Сеул            | Південна Корея    | 2 – 1     | Швейцарія            | товариський матч   | -    |          |
| 26-1-2014  | Лос-Анджелес    | Південна Корея    | 0 – 1     | Коста-Рика           | товариський матч   | -    |          |
| 1-2-2014   | Карсон          | США               | 2 – 0     | Південна Корея       | Відбір до ЧС 2018  | -    |          |
| 5-3-2014   | Афіни           | Греція            | 0 – 2     | Південна Корея       | товариський матч   | -    |          |
| 28-5-2014  | Сеул            | Південна Корея    | 0 – 1     | Туніс                | товариський матч   | -    |          |
| 10-6-2014  | Маямі-Ґарденс   | Гана              | 4 – 0     | Південна Корея       | товариський матч   | -    | 50'      |
| 17-6-2014  | Куяба           | Росія             | 1 – 1     | Південна Корея       | ЧС 2014 - 1-й етап | -    |          |
| 22-6-2014  | Порту-Алегрі    | Південна Корея    | 2 – 4     | Алжир                | ЧС 2014 - 1-й етап | -    | 54'      |
| 26-6-2014  | Сан-Паулу       | Південна Корея    | 0 – 1     | Бельгія              | ЧС 2014 - 1-й етап | -    |          |
| 8-9-2014   | Коян            | Південна Корея    | 0 – 1     | Уругвай              | товариський матч   | -    | 79'      |
| 10-10-2014 | Чхонан          | Південна Корея    | 2 – 0     | Парагвай             | товариський матч   | -    |          |
| 14-10-2014 | Сеул            | Південна Корея    | 1 – 3     | Коста-Рика           | товариський матч   | -    | 86'      |
| 6-9-2016   | Серембан        | Сирія             | 0 – 0     | Південна Корея       | Відбір до ЧС 2018  | -    |          |
| 23-3-2017  | Чанша           | КНР               | 1 – 0     | Південна Корея       | Відбір до ЧС 2018  | -    |          |
| 24-3-2018  | Белфаст         | Північна Ірландія | 2 – 1     | Південна Корея       | товариський матч   | -    |          |
| 27-3-2018  | Варшава         | Польща            | 3 – 2     | Південна Корея       | товариський матч   | -    | 46'      |
| 28-5-2018  | Тегу            | Південна Корея    | 2 – 0     | Гондурас             | товариський матч   | 1    | 77'      |
| 1-6-2018   | Чонджу          | Південна Корея    | 1 – 3     | Боснія і Герцеговина | товариський матч   | -    |          |
| 18-6-2018  | Нижній Новгород | Швеція            | 1 – 0     | Південна Корея       | ЧС 2018 - 1-й етап | -    |          |
| 23-6-2018  | Ростов-на-Дону  | Південна Корея    | 1 – 2     | Мексика              | ЧС 2018 - 1-й етап | -    | 63'      |
| Усього     |                 | Матчів            | 26        |                      | Голів              | 0    |          |